# Thomas Bartholin den ældre
 Der er flere personer med dette navn, se Thomas Bartholin.
Thomas Bartholin (født 20. oktober 1616, død 4. december 1680) var en dansk læge og anatom. Thomas Bartholin er mest kendt for sin opdagelse af lymfekarsystemet hos mennesker. Denne opdagelse blev gjort omtrent samtidig med Olof Rudbeck den ældre, men Thomas Bartholin offentliggjorde opdagelsen først. Opdagelsen fulgte efter Jean Pecquets opdagelse af lymfekarsystemet hos dyr.
Thomas Bartholin var den anden af Caspar Bartholin (den Ældre) og Anna Bartholins seks sønner. Bartholinslægten blev berømt som en slægt af videnskabsmænd, da den fostrede 12 professorer ved Københavns Universitet. Thomas Bartholin selv blev far til Caspar Bartholin (den Yngre).
Caspar Bartholin udgav i 1611 det første samlede anatomiske værk som Thomas senere udgav illustreret og ajourført.
Bogen blev renæssancens mest læste bog om anatomi.
I 1663 købte Thomas Bartholin Hagestedgaard, som brændte i 1670 med hans store bibliotek og mange manuskripter. Christian 5. udnævnte ham til sin livlæge med en klækkelig løn og gav gården skattefrihed som et plaster på såret. I 1680 skrantede Bartholins helbred, og gården blev solgt og han flyttede tilbage til København, hvor han døde samme år. Han blev begravet i Vor Frue Kirke.
Bartholinslægten har fået opkaldt en gade i København efter sig – Bartholinsgade, 1356 København K. I umiddelbart forbindelse hermed lå Bartholin Instituttet på Kommunehospitalet, inden det flyttede til Rigshospitalet.
Aarhus Universitet har både "Bartholinbygningen", som lægger hus til dele af det sundhedsvidenskablige fakultets grundforskning, og Bartholins Allé i Universitetsparken.